# Zjazd łucki

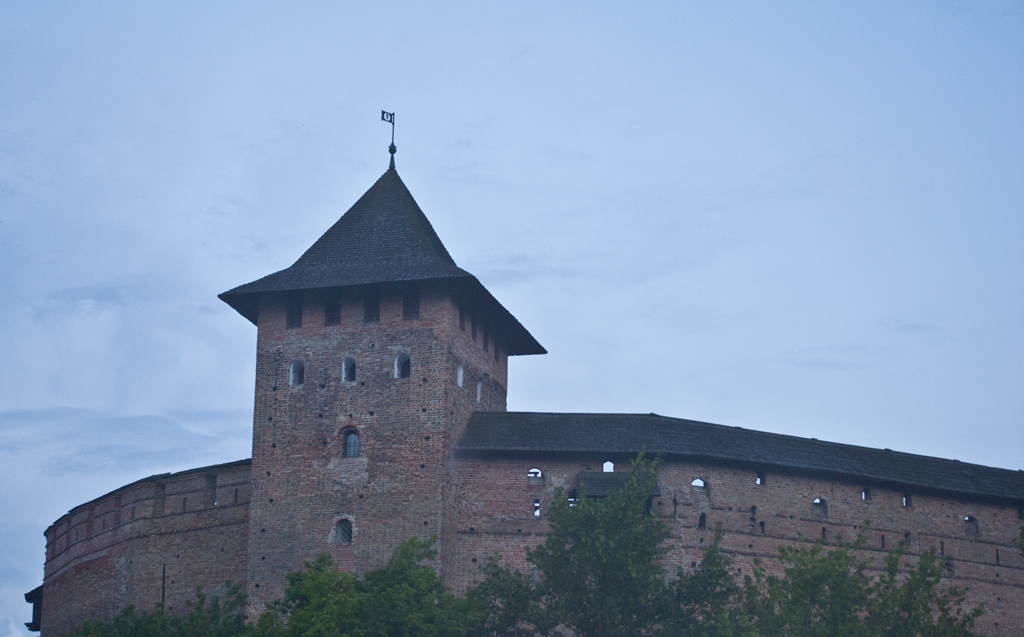
Zamek w Łucku

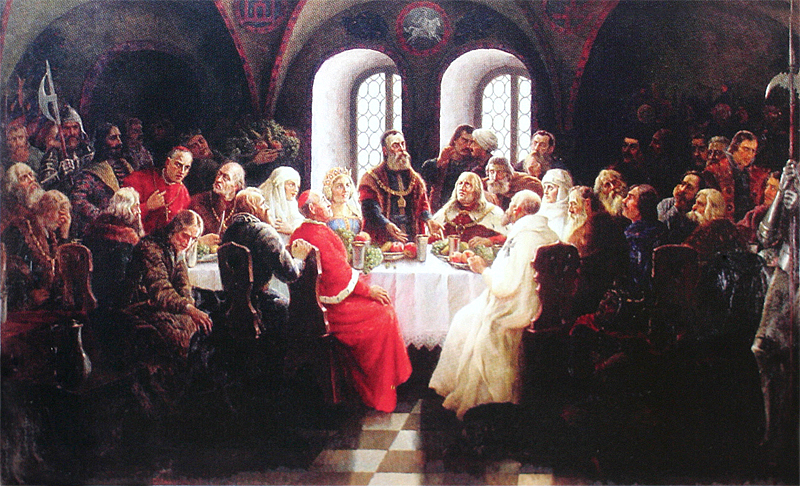
Zjazd w Łucku

Zjazd łucki – zjazd monarchów europejskich z 1429 roku, którzy obradowali nad obroną Europy przed imperium osmańskim.
Zjazd odbył się na zamku w Łucku, trwał od 6 stycznia 1429 przez 13 tygodni. Wśród obecnych w Łucku władców byli:
- wielki książę litewski Witold
- król Polski Władysław II Jagiełło z żoną Zofią Holszańską
- król niemiecki, czeski i węgierski Zygmunt Luksemburski z żoną Barbarą (przybyli w połowie lutego)
- król Danii, Szwecji i Norwegii Eryk Pomorski
- wielki książę moskiewski Wasyl II Ślepy (wnuk Witolda)
- wielki mistrz zakonu krzyżackiego Paul von Russdorff
- mistrz krajowy inflanckiej gałęzi zakonu krzyżackiego
- legat papieski Jędrzej
- prymas Wojciech Jastrzębiec
- metropolita kijowski Focjusz
- chan Tatarów perekopskich
- chan Tatarów wołżańskich
- chan Tatarów dońskich
- hospodar Wołoszczyzny Aleksander Dobry
- książęta mazowieccy, pomorscy, śląscy, twerscy
- posłowie cesarza bizantyjskiego Jana VIII Paleologa

Pomimo że celem zjazdu miały być ustalenia dotyczące obrony przed Turkami, to zdominowała go inna kwestia. Po przybyciu na zjazd w lutym 1429 król Zygmunt Luksemburczyk, chcąc rozbić unię polsko-litewską, wystąpił z projektem koronacji księcia Witolda. Uzyskał akceptację tej propozycji przez Jagiełłę, który uznał, że sprzeciw naraziłby go na spór z Litwinami, a dzięki temu też zaszachuje Polaków chcących dokonać po jego śmierci elekcji tronu w sposób niekorzystny dla jego synów. Witold oficjalnie demonstrował w tej sprawie niezdecydowanie. Projekt koronacji poparli panowie litewscy, natomiast sprzeciwił jej się Zbigniew Oleśnicki, podkanclerzy Władysław Oporowski i Piotr Szafraniec, którzy twierdzili, że o koronie może decydować papież. Jagiełło uznał, że jego demonstracja się udała i zmienił zdanie odnośnie do koronacji uznając, że w tej sytuacji załatwi sprawę sukcesji tronu polskiego polubownie.

## Przypisy

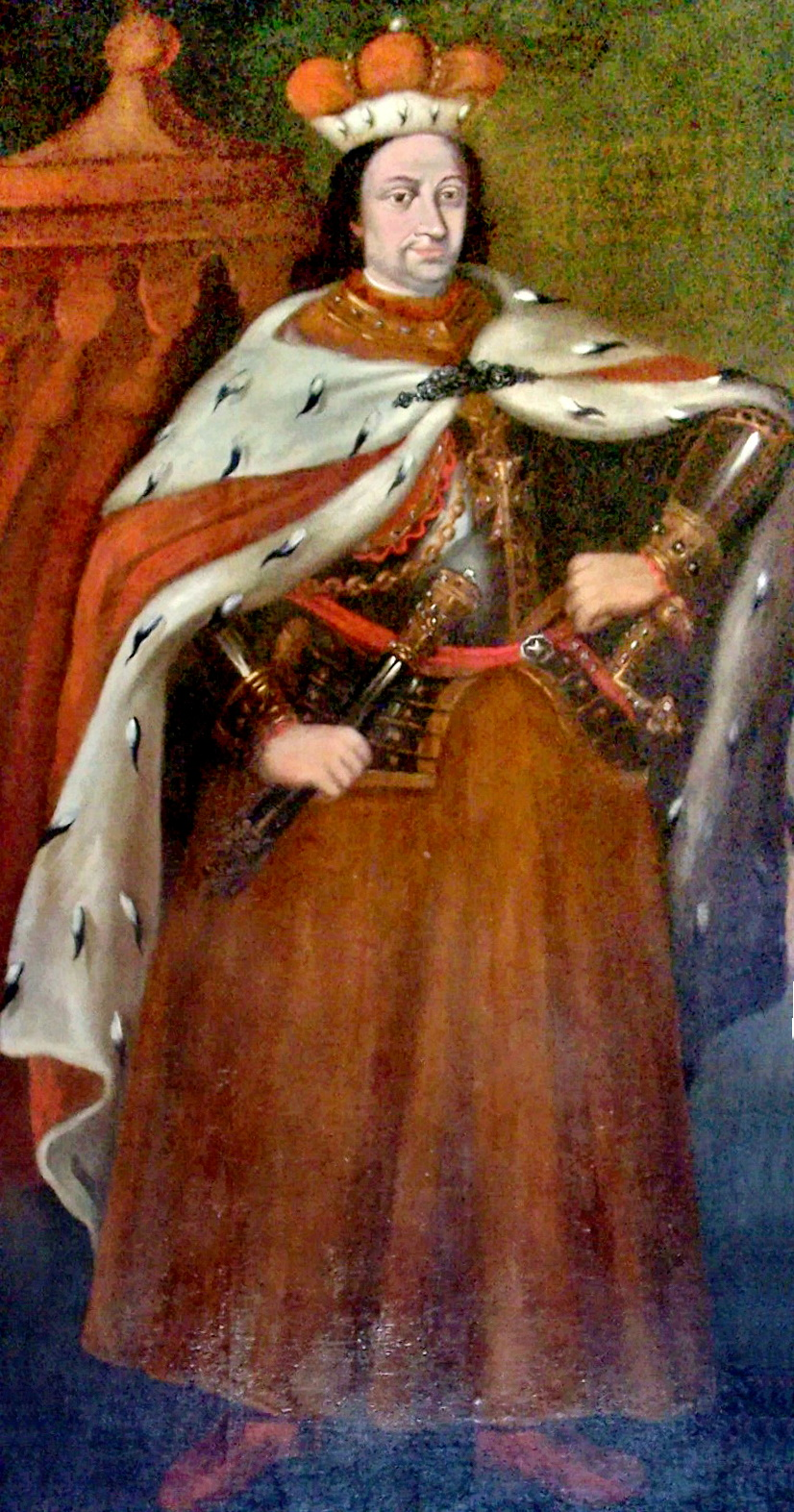
książę Witold
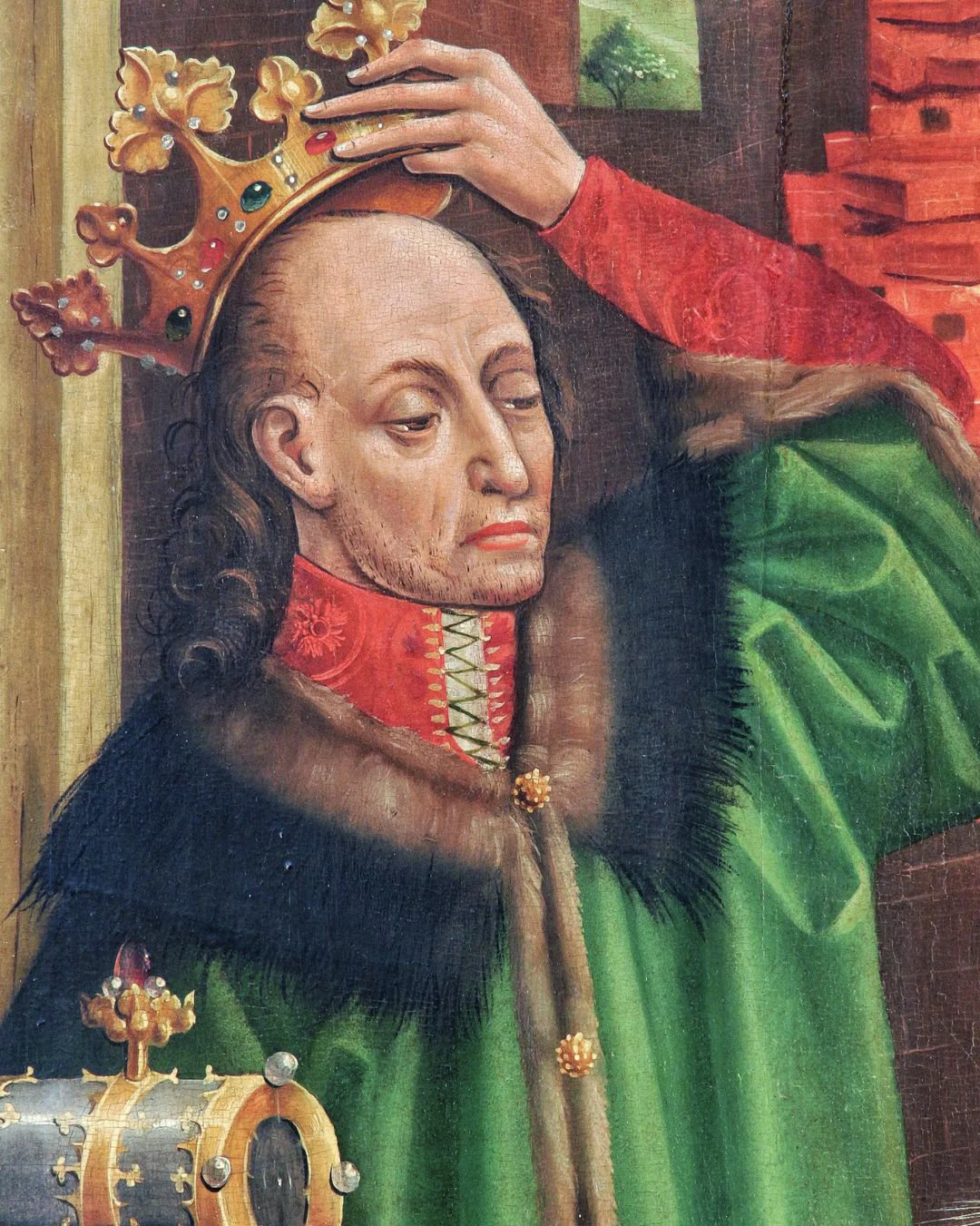
Władysław II Jagiełło
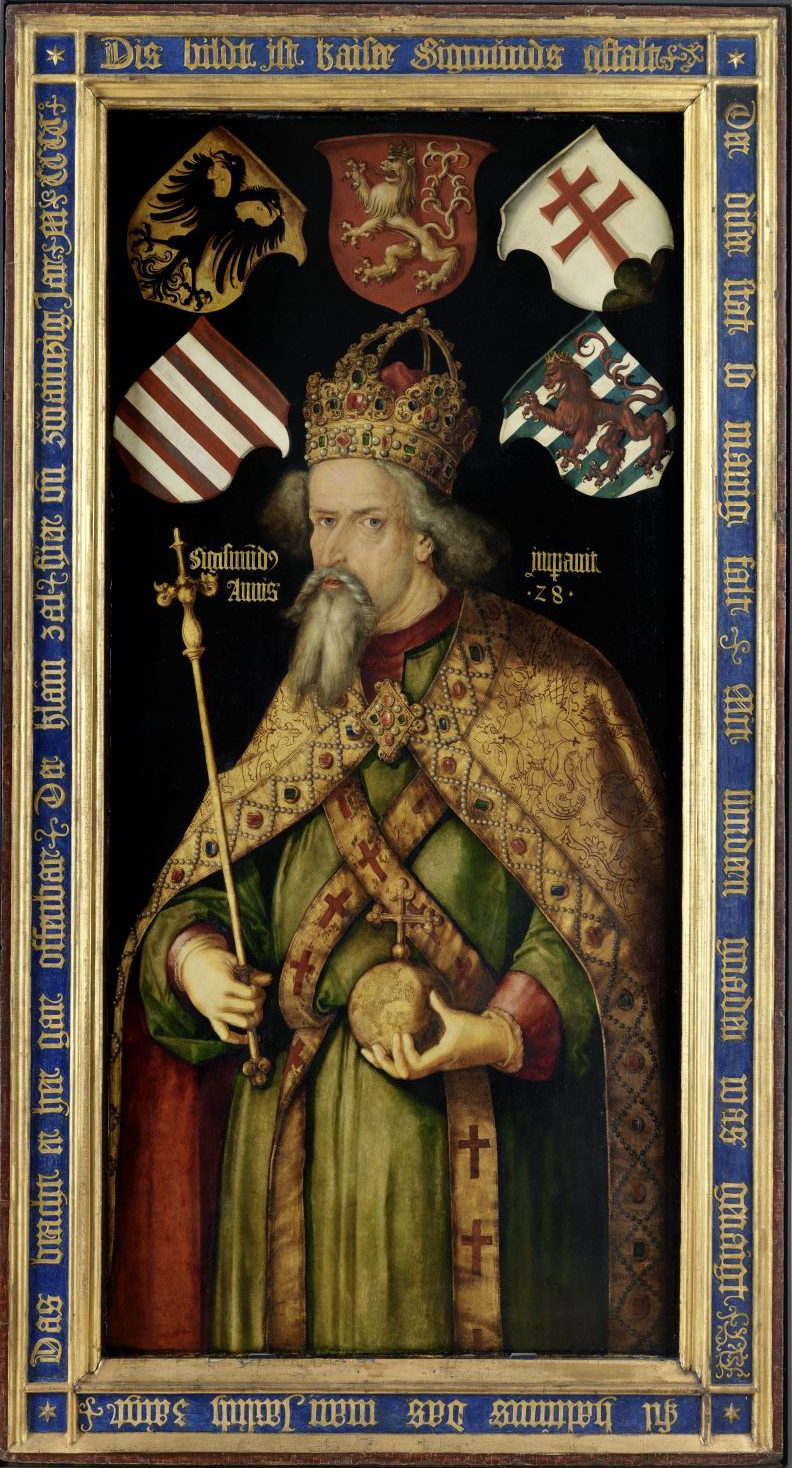
Zygmunt Luksemburski
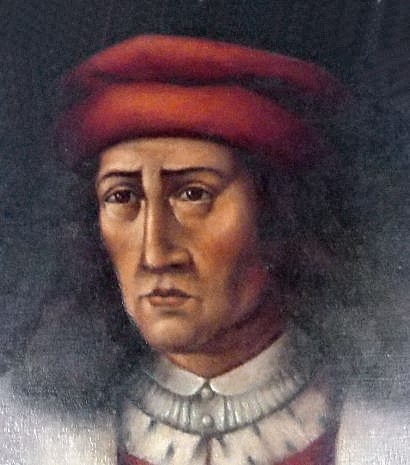
Eryk Pomorski
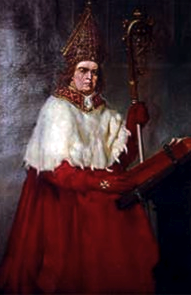
Zbigniew Oleśnicki